# Nil
Nil (arabsky النيل‎ [an-níl], anglicky Nile, staroegyptsky iteru, což byl obecný výraz pro řeku) je hlavní, severním směrem tekoucí, řeka na severovýchodě Afriky. Je nejdelší řekou Afriky a historicky byla považována za nejdelší řeku na světě, ačkoli výzkumy naznačily, že řeka Amazonka je o něco delší. Podle průtoku patří Nil mezi nejmenší veletoky na světě. Měří asi 6 650 km (4 130 mil) a jeho povodí pokrývá jedenáct zemí: Tanzanii, Ugandu, Rwandu, Burundi, DR Kongo, Keňu, Etiopii, Eritreu, Jižní Súdán, Súdán a Egypt. V posledních dvou jmenovaných je Nil primárním zdrojem vody.
Nil vzniká soutokem dvou hlavních zdrojnic – Bílého Nilu a Modrého Nilu. Bílý Nil je považován za horní tok a primární proud samotného Nilu. Modrý Nil je však zdrojem většiny vody, která obsahuje 80 % vody a bahna. Bílý Nil je delší a vzniká v oblasti Velkých jezer ve střední Africe, přičemž nejvzdálenější zdroj je stále neurčený, ale nachází se buď ve Rwandě nebo v Burundi. Protéká na sever přes Tanzanii, Viktoriino jezero, Ugandu a Jižní Súdán. Modrý Nil začíná u jezera Tana v Etiopii a z jihovýchodu teče do Súdánu. Obě řeky mají soutok právě na sever od súdánského hlavního města Chartúmu.
Severní tok řeky teče téměř na sever přes súdánskou poušť do Egypta, kde se v její velké deltě nachází Káhira a řeka se vlévá do Středozemního moře v Alexandrii. Egyptská civilizace a súdánská království od pradávna závisela na řece. Většina populace a měst Egypta leží v údolí Nilu severně od Asuánu. Téměř všechny kulturní a historické památky starověkého Egypta se vyvinuly a nacházejí se podél břehů řek. Nil a především jeho pravidelné záplavové cykly přinášející úrodné nánosy daly vzniknout staroegyptské civilizaci. Starověcí Egypťané, byť byli na Nilu existenčně závislí, neměli pro něj žádný specifický název a říkali mu iteru, což znamená řeka. Ta ale měnila tok, takže stavby pyramid se nachází u zaniklého západního ramene Nilu (s navrhovaným názvem Ahramat).

## Délka Nilu

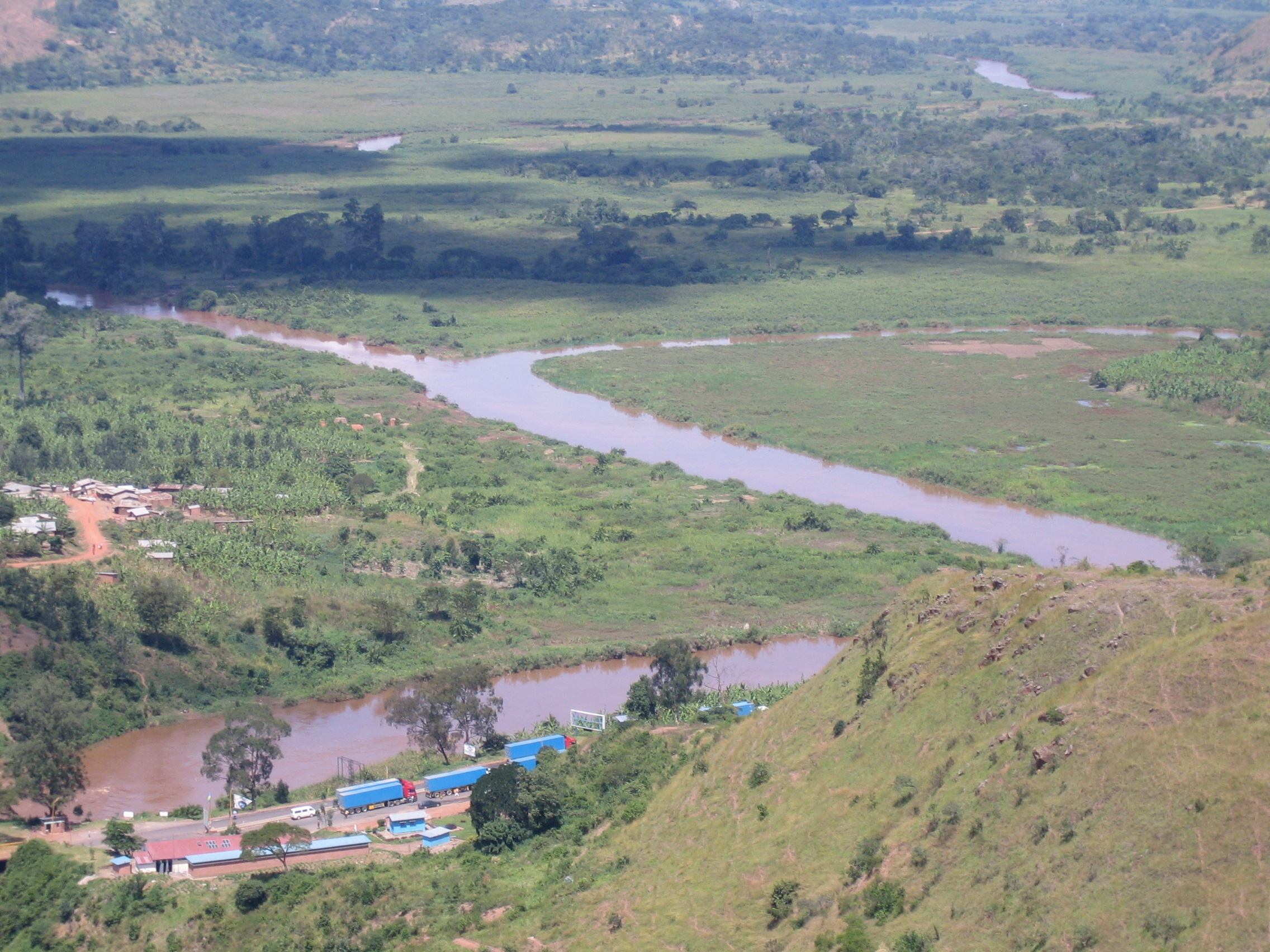
Soutok řek Ruvubu a Kagera ve Rwandě

Až do začátku 21. století neexistovala shoda v tom, zda absolutní světové prvenství patří Nilu, nebo jihoamerické Amazonce, častěji bylo prvenství dáváno Nilu. Nicméně v současnosti je většinou zdrojů považován Nil za kratší než Amazonka a tedy za druhou nejdelší řeku světa, i když debata není zatím úplně uzavřená. Důvody jsou dva: jednak řeky zvláště v nížinách přesouvají své koryto a tedy mění délku, jednak panují různé názory, odkud by se délka měla počítat.
Ještě v 19. století nebyl pramen Nilu znám, protože ležel v tehdy neznámé „Černé Africe“. Objevení přišlo až s rozvojem průzkumných objevů v této oblasti. Za zdroj Nilu bývá často označováno jezero Ukerewe, ale to samo má řadu přítoků nezanedbatelné délky. Nejzazším zdrojem Nilu je burundská řeka Ruvyironza, větev řeky Kagera, která po 690 km dospěje do jezera Ukerewe. Pramení na Východoafrické vysočině východně od jezer Kivu a Tanganika.
Výše uvedená délka Nilu 6 695 km zahrnuje i Kageru a Ruvyironzu. Povodí má rozlohu přibližně 3 400 000 km².

## Průběh toku

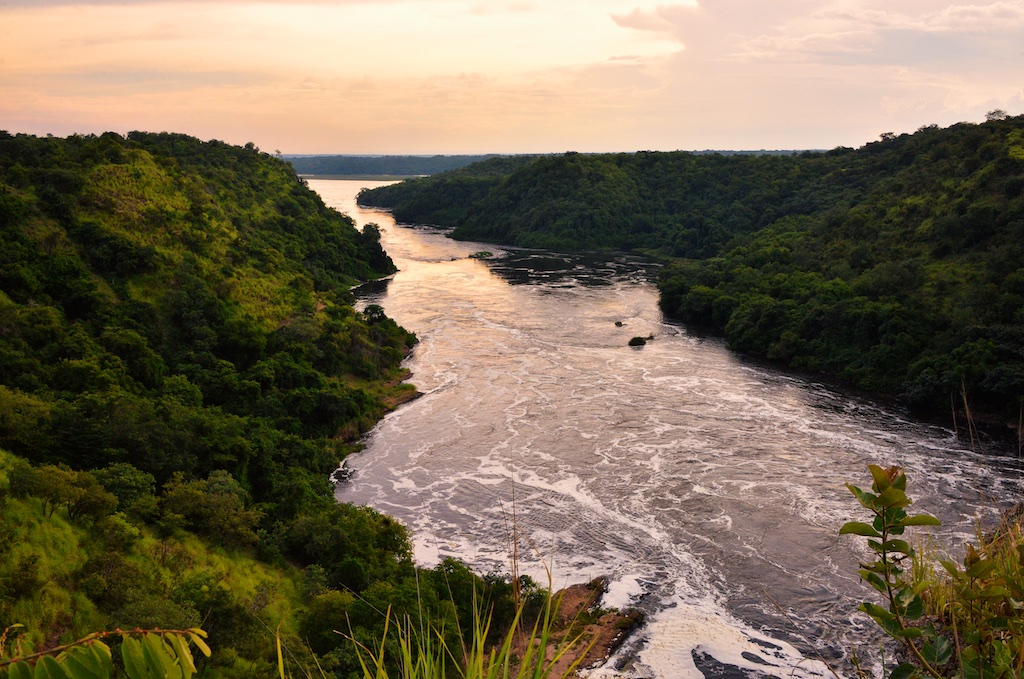
Nil v Ugandě

Pod jezerem Ukerewe (nazývaným též coby Viktoriino jezero) nese Nil jméno Viktoriin Nil než dospěje do Albertova jezera. Od něj dál se nazývá Albertův Nil, v Súdánu pak Bahhr al-Jabal (Horský Nil, resp. Horský veletok). Po soutoku s Bahhr el-Ghazal se mu říká Bahhr al-Abyad (Bílý Nil, podle barvy, kterou mu dávají jílovité splaveniny). Zprava přijímá řeky Aswa a Sobat.
U Chartúmu se stéká s Modrým Nilem (Bahr al Azraq), vytékajícím z jezera Tana v Etiopii a dále již řeka nese jméno Nil. Veletok poté ještě přijímá zprava Atbaru a protéká až k hranicím Egypta, kde se jeho vody spoutává Asuánská přehrada. Mezi Chartúmem a přehradou na vzdálenosti 1850 km činí spád 290 m. Pod ústím Atbary protéká Nubijskou pouští. Protíná řetěz nízkých hor a vytváří velkou smyčku. Na několika oddělených úsecích doliny vystupují na povrch krystalické horniny, na nichž řeka překonává šest známých nilských kataraktů.
Od Asuánu do Káhiry protéká bez přítoků horním a dolním Egyptem, jehož starověké civilizaci dal vzniknout. Na vzdálenosti 900 km má řeka malý spád a šířka doliny dosahuje 20 až 25 km. Mohutnou deltou končí řeka svou pouť ve Středozemním moři. Delta Nilu má rozlohu 22 000 až 24 000 km² a začíná 20 km od Káhiry. V deltě se nachází mnoho ramen a jezer, která se rozprostírají podél moře od Alexandrie k Port Saidu ve vzdálenosti 260 km. Hlavních ramen je devět, z nichž dvě (Damietta a Rosetta) jsou splavná pro vodní dopravu a mají každé délku přibližně 200 km. Přes kanál Ibrahimia a rameno Jusuf část vody odtéká do jezera Birket Karún a na zavlažování oázy Fajjúm. Přes kanál Ismailia je část vody odváděna k zavlažování oblasti Suezského kanálu. Přes kanál Mahmudia je část vody odváděna k zavlažování města Alexandrie a okolí. V severní části delty se nacházejí lagunová jezera Menzala, Burullus a Marjut.

## Vodní režim

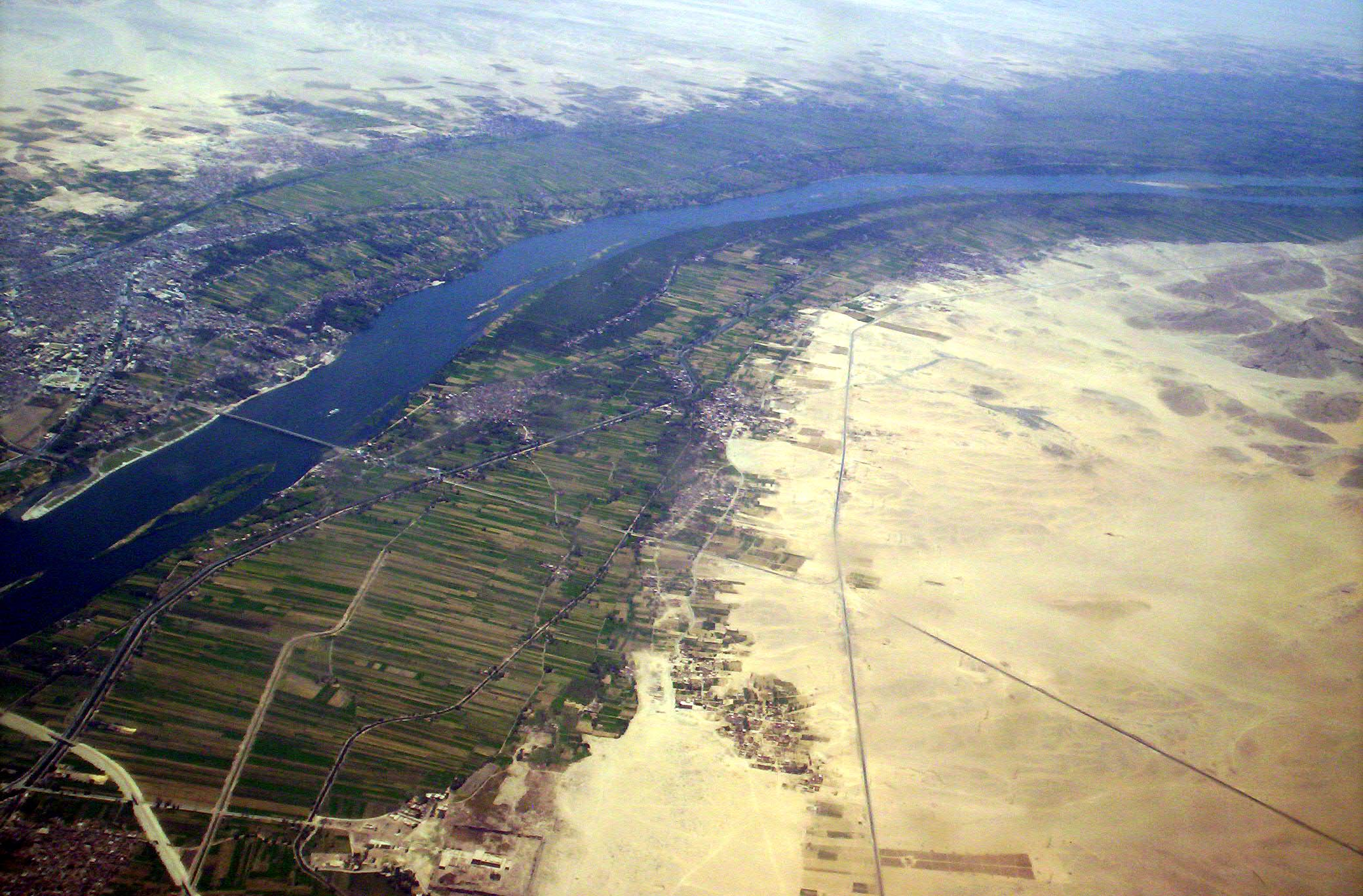
Údolí Nilu a zavlažovací systém nedaleko egyptského Luxoru

Nil má velmi složitý vodní režim. V rovníkové části povodí nastávají v roce dvě maxima srážek, na jaře (březen až květen) a na podzim (září až listopad), což způsobuje dvakrát do roka zvýšení průtoku pod soutěskou Nimule v létě a v zimě. V Súdánu a v povodí Modrého Nilu prší nejvíce v létě (červen až září). V Súdánu se rozlévá do šířky díky monzunovým dešťům, ale mnoho vody ztrácí vypařováním v pouštních oblastech. Vodní režim tak nejvíce ovlivňuje Modrý Nil, který v létě přináší 60 až 70 % vody. V důsledku toho vzestup hladiny ve středním a severním Súdánu a v Egyptě nastává v létě a na podzim. V dolním Egyptě tak dochází k povodním od července do října. Průměrný průtok vody u Asuánu je 2600 m³/s, maximální 15 000 m³/s a minimální 500 m³/s. Při obvyklých povodních stoupne hladina v Egyptě od 6 až 7 m. Řeka unáší u Asuánu ročně 62 Mt pevných částic. Ty se usazují na polích, v zavlažovacích kanálech a přehradách. Tento náplavový úrodný materiál byl klíčový pro existenci zemědělství staroegyptské a núbijské civilizace. V současnosti však na území Egypta z důvodů existence přehrady je pravidelný cyklus záplav a přísun náplavu přerušen. Regulací vodního toku se tím však zabraňuje nadměrným ničivým záplavám i suchu.

## Podnebí
Povodí Nilu se rozkládá ve třech podnebných pásech, které se výrazně liší teplotami i objemem srážek. V oblasti afrických jezer je rovníkové podnebí charakteristické dostatkem srážek po celý rok, relativně vysokou vlhkostí vzduchu a teplotami od 16 do 30 °C. Hlavní období srážek připadá na duben a říjen. Podnebí v Súdánu je výrazně sušší – od prosince do února panuje chladnější suché období a v březnu nastupuje velmi teplé počasí s teplotami dosahujícími nezřídka 40 °C. V červenci nastupují deště (200 až 500 mm). Severně od soutoku Modrého a Bílého Nilu začíná pás pouští pro který jsou typické velmi vysoké denní a nízké noční teploty. V létě zde neprší a celkový roční objem srážek je nižší než 50 mm, z tohoto důvodu některé části řeky odevzdají více vody než obdrží, a průtok Nilu tak není největší u ústí, ale ve vyšších častech toku. V jarních měsících se v této oblasti vyskytují písečné bouře, které mohou trvat i několik dní.

## Využití

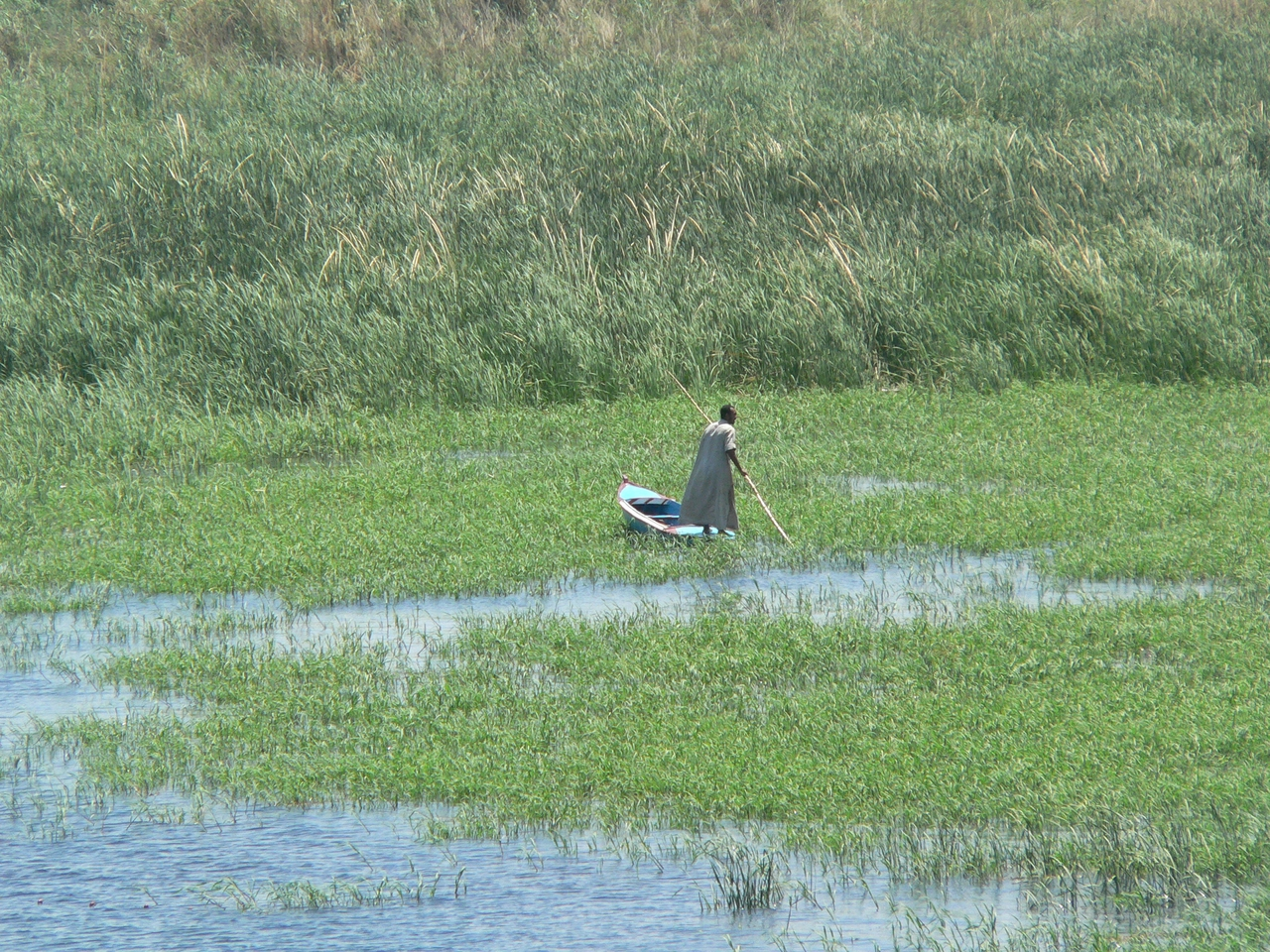
Rybář na Nilu

Řeka byla již od vzniku prvotních civilizací využívána k zavlažování, ke zvýšení úrodnosti polí (přírodní hnojení), rybolovu, zásobování vodou a jako významná dopravní tepna. Obzvlášť důležitá je řeka pro hospodářství Egypta, kde v pásu u řeky širokém 15 až 20 km žije 97 % obyvatel. S výstavbou Asuánské přehrady bylo zabráněné katastrofálním povodním a suchům a byla zvýšena rozloha zavlažovaných území. Zásadní význam měla výstavba přehrady na zemědělství, protože díky eliminaci každoročních záplav byly umožněny dvě sklizně v jednom roce. V Súdánu má největší význam v bavlnářské oblasti Gezira.

### Vodní nádrže
Na řece a jejích přítocích byly vybudovány přehrady:
- Nízká Asuánská přehrada (Stará Asuánská přehrada) – 5,5 km³ (Nil),
- Vysoká Asuánská přehrada (Násirovo jezero) – 164 km³ (Nil),
- Přehrada Merowe – 12,5 km³ (Nil),
- Přehrada Tekeze – 9,3 km³ (Tekeze),
- Gebel-Aulija – 2,5 km³ (Bílý Nil),
- Velká přehrada etiopského znovuzrození (Grand Ethiopian Renaissance Dam – GERD) – 74 km³ (Modrý Nil),
- Přehrada Roseires – 7,4 km³ (Modrý Nil),
- Přehrada Sennar – 0,8 km³ (Modrý Nil)

a uzávěry Iena, Nag-Hammadi, Asjut, Muhammed-Ali, Zifta, Edfina v Egyptě.

### Flóra a fauna

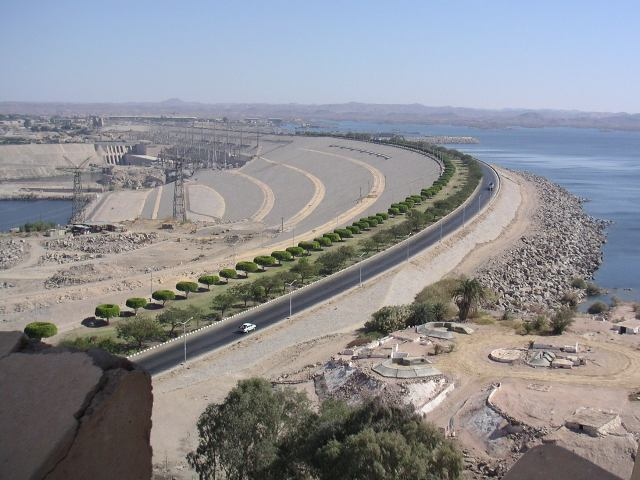
Hráz Vysoké Asuánské přehrady

V řece žije velké množství ryb. Průmyslově jsou zpracovávány nilský okoun, bichiři, tygří ryba, sumci, zubatý kapr, balt (africký kapr). V řece také žije krokodýl nilský.

### Doprava
Lodě ze Súdánu a Horního Egypta dopravovaly díky němu své zboží do Káhiry, Alexandrie a dále do Středomoří. To však skončilo 50. letech 20. století, kdy byla v Asuánu (jižní Egypt) vybudována menší, tzv. „anglická“ přehrada. Vše bylo završeno v 70. letech, kdy zde Sovětský svaz vybudoval větší, „sovětskou“ přehradu, díky níž vzniklo Násirovo jezero táhnoucí se v délce téměř 500 kilometrů a zaujímající plochu 4 640 km². Od této doby je Nil splavný pouze od Asuánu na sever a dřívější dopravní ruch připomínají pouze reznoucí osvětlovací věže. Aby byl Egyptu zajištěn alespoň nějaký příjem, začal být v polovině 90. let budován průplav Tuschka, který propojí Násirovo jezero s Rudým mořem.